# Ilyushin Il-18
El Ilyushin Il-18 (en ruso: Ил-18, designación OTAN: Coot) es un avión comercial cuatrimotor  turbohélice de ala baja diseñado y construido por el estudio de diseño soviético Ilyushin como respuesta al requerimiento de la compañía Aeroflot de un avión de alcance medio y con capacidad para transportar entre 75 y 100 pasajeros. Realizó su primer vuelo el 4 de julio de 1957, y desde entonces se ha convertido en uno de los aviones civiles soviéticos más fabricados, con más de 850 unidades construidas entre los años 1959 y 1978, y muy empleado en su momento por países del entonces campo socialista.
Existen versiones modificadas con fines militares del Il-18, que reciben las denominaciones Il-20, Il-22 e Il-24, y una variante militar denominada Ilyushin Il-38, que realiza misiones de patrulla marítima y guerra antisubmarina.

## Historia

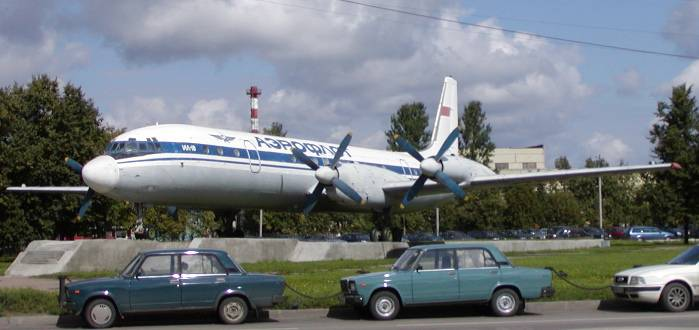
Ilyushin Il-18 de la compañía Aeroflot situado como exposición en el Aeropuerto de Moscú-Sheremetyevo.

En 1947 Ilyushin creó un primer Il-18, un transporte tetramotor propulsado por motores radiales Shvetsov, del que solo se construyó un único prototipo; su desarrollo fue abandonado, debido a que su alcance de 6.200 km era superior al requerido por Aeroflot que por entonces se hallaba en proceso de expansión de las rutas interiores de medio y corto alcance.
El nuevo Ilyushin Il-18 fue desarrollado a mediados de los años cincuenta para cumplir un requerimiento de Aeroflot por un transporte de alcance medio con 75/100 plazas. El primer prototipo voló el 4 de julio de 1957 hizo su primer vuelo un nuevo Il-18 con motores turbohélice Kuznetsov NK-4 con 4 palas en cada motor y más tarde, el 17 de septiembre de 1958, voló con sus motores definitivos Ivchenko AI-20 (y otras versiones).
Aeroflot comenzó sus operaciones para el transporte de pasajeros con este modelo el 20 de abril de 1959 en las rutas Moscú-Sochi y Moscú-Alma Ata.
Del total de aparatos construidos tan sólo un pequeño número fue adquirido por las V-VS, principalmente para transportes VIP. Algunos Il-18 fueron convertidos en Il-20 de ECM o de inteligencia electrónica (Elint), bautizados por la OTAN como Coot-A.. Parece que el número de estos aparatos militares se incrementó a medida que los turbohélices de Aeroflot fueron siendo retirados de servicio y sustituidos por aviones más modernos con motores de turbina. Aparte del "Coot-A" existió otra versión militar, el Il-38 "May" de reconocimiento marítimo y lucha antisubmarina, desarrollado a partir del Il-18. Este modelo difiere de los aparatos estándar por su fuselaje alargado, cola con larguero MAD (detector de anomalías magnéticas), capacidad para el transporte de armamento y el ala principal situada mucho más hacia adelante, para compensar el cambio del centro de gravedad ocasionado por la adopción de más equipo electrónico y material de espionaje. 
Entre los años 1958 y 1960 el Il-18 consiguió 25 récords mundiales incluyendo varios de alcance y altitud con diferentes cargas. Por sus méritos, en 1958, le fue otorgado el "Gran Premio" de la Feria Aérea de Bruselas y en 1979 fue inaugurado un monumento, en el Aeropuerto de Moscú-Sheremetyevo.
Este aparato se fabricó en serie durante 12 años con un saldo final de alrededor de 850 unidades terminadas. Es uno de los aviones que más tiempo lleva prestando servicios, con más de medio siglo en su haber. Países como Cuba aún tienen ejemplares activos para el transporte de pasajeros.

## Versiones

### Civiles

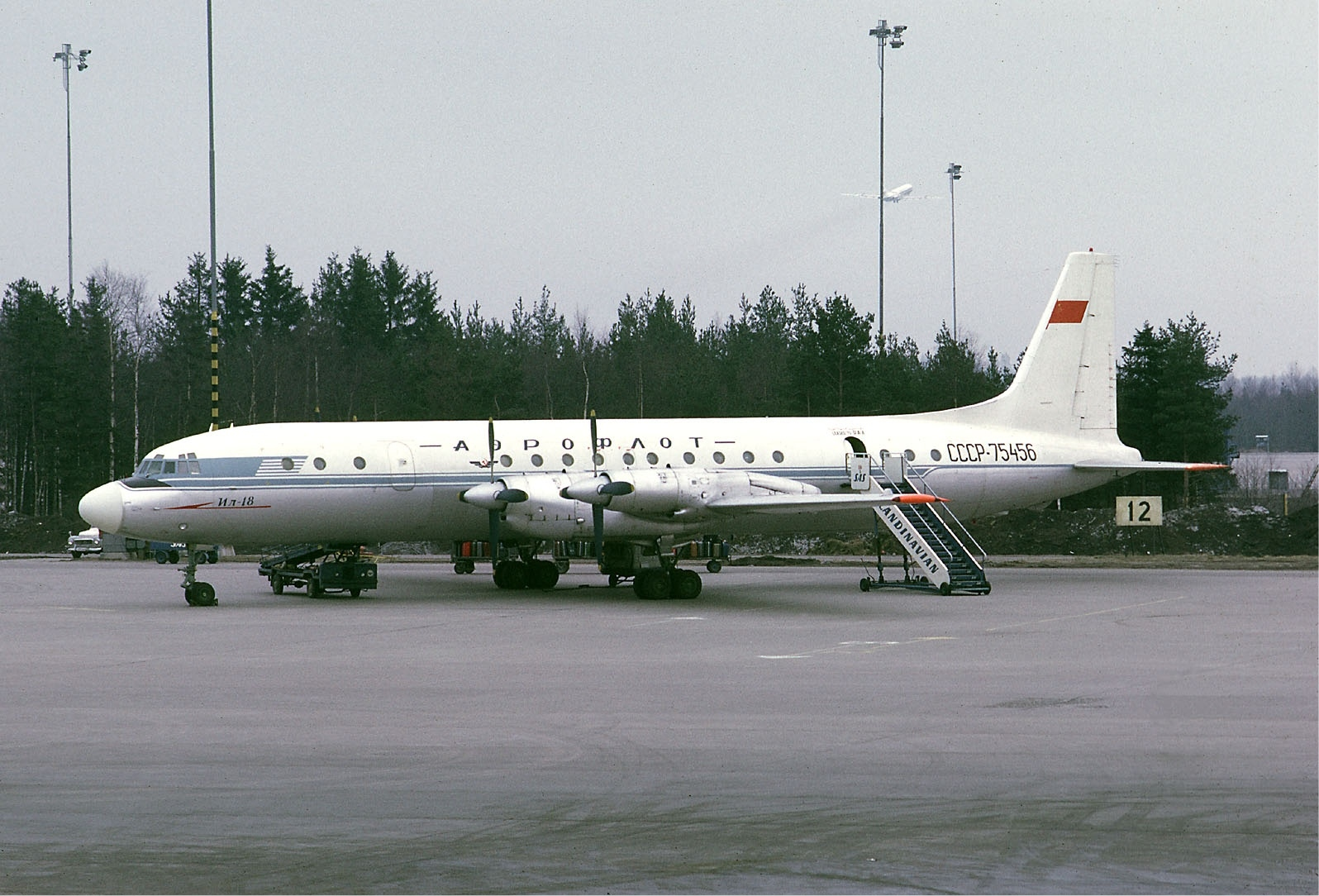
Ilyushin Il-18D de Aeroflot en el Aeropuerto de Estocolmo-Arlanda en 1971.

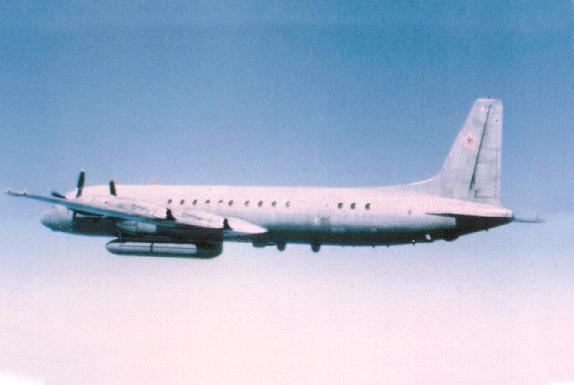
Ilyushin Il-20 de la Fuerza Aérea Soviética.

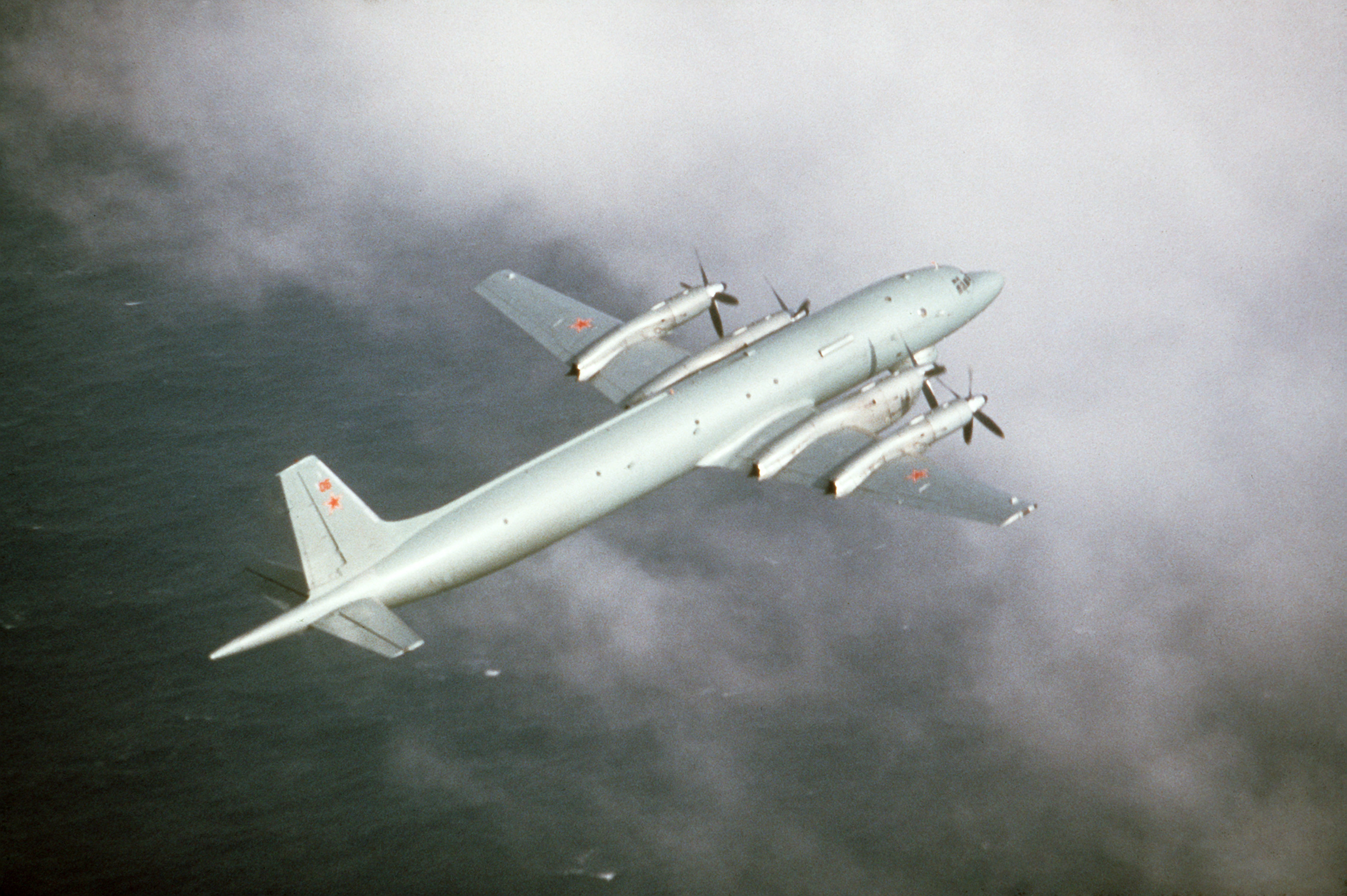
Ilyushin Il-38, versión de patrulla marítima y guerra antisubmarina del Il-18.

- Il-18A

Primera versión de serie, con capacidad para 75 pasajeros y una planta motriz compuesta por cuatro motores turbohélice Kuznetsov NK-4. El también turbohélice Ivchenko AI-20 fue opcional en un principio, pero se convirtió en estándar a partir del ejemplar 21.
- Il-18B

Similar al Il-18A pero con capacidad aumentada a 84 pasajeros.
- Il-18V

Versión que empleó la compañía Aeroflot, equipado con motores turbohélice Ivchenko AI-20K y con capacidad para 90-100 pasajeros. Entró en servicio en 1961.
- Il-18I

Versión equipada con motores turbohélice Ivchenko AI-20M más potentes (4.250 CV, 3.169 kW), capacidad de combustible incrementada, y capacidad para 122 pasajeros en verano, o 110 en invierno, cuando se precisaba de un mayor guardarropa.
- Il-18D

Versión similar a la Il-18I, pero con un depósito adicional de combustible para tener mayor autonomía.
- Il-18E

Versión similar a la Il-18I, pero sin la capacidad de combustible incrementada.
- Il-18T

Designación aplicada a los aparatos de Aeroflot convertidos en aviones de carga.

### Militares
- Il-20M (designación OTAN: Coot-A[1])

Versión de inteligencia electrónica (ELINT) que contaba con un radar de reconocimiento. Recibe también la denominación Il-18D-36 Bizon.
- Il-20RT

Versión naval de inteligencia electrónica (ELINT).
- Il-22 (designación OTAN: Coot-B[1])

Versión que actuaba como puesto de mando aerotransportado.
- Il-24 (designación OTAN: Coot-C[1])

Versión de inteligencia electrónica (ELINT).
- Il-24N

Versión civil del Il-20M.
- Il-38 (designación OTAN: May[1])

Versión de patrulla marítima y guerra antisubmarina.

## Operadores

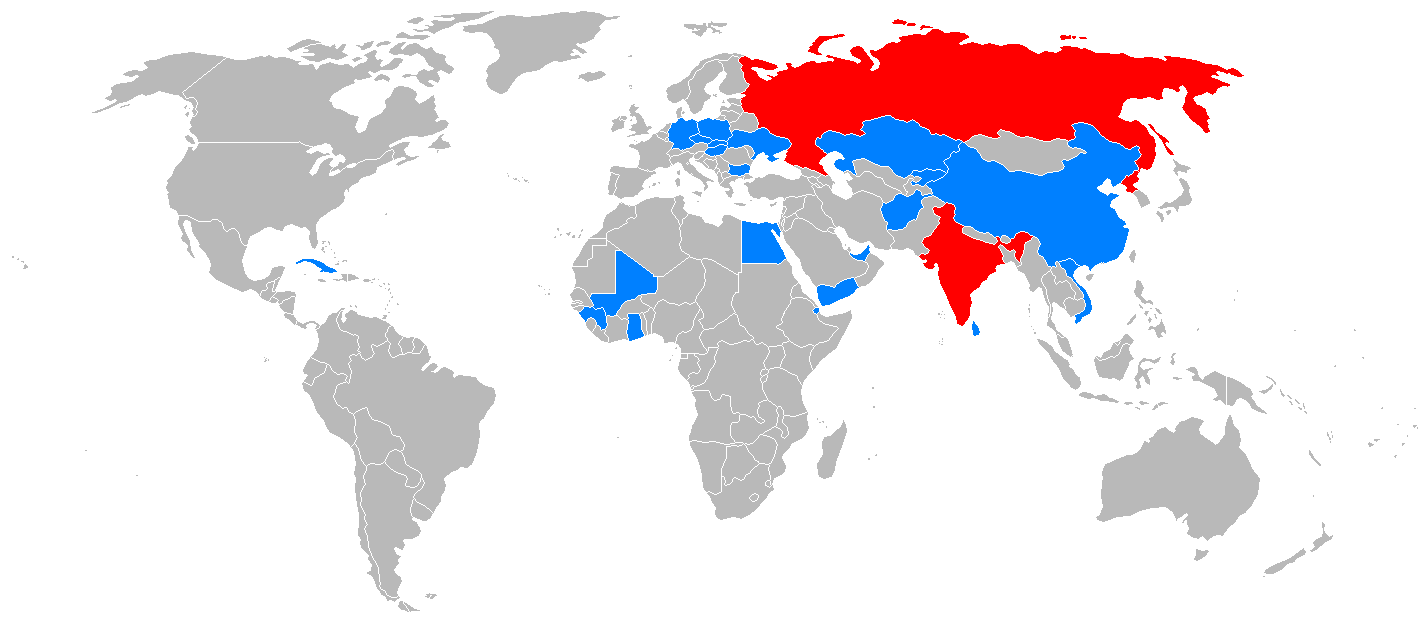
Operadores militares actuales.
Resto de operadores.

### Operadores civiles
Afganistán
- Royal Afghan Airlines

 China
- Administración de Aviación Civil de China

 Cuba
- Aero Caribbean
- Cubana de Aviación

 Checoslovaquia
- Czech Airlines

 Yibuti
- Daallo Airlines

 República Democrática Alemana
- Interflug

 Egipto
- Egyptair (antiguamente United Arab Airlines)

 Ghana
- Ghana Airways

 Guinea
- Air Guinée

 Hungría
- Malév

 Kazajistán
- Irbis Aero

 Kirguistán
- Anikay Air

 Mali
- Air Mali

 Corea del Norte
- Air Koryo

 Polonia
- LOT (9 unidades desde 1961)

 Rumania
- Tarom

 Unión Soviética
- Aeroflot

 Rusia
- ASTAir
- GVG Airline
- NPP-MIR
- Tretyakovo Airlines
- Rossiya

 Somalia
- Daallo Airlines

 Sri Lanka
- Expo Aviation

 Ucrania
- Lviv Airlines
- Sevastopol Avia

 Emiratos Árabes Unidos
- Phoenix Aviation

 Vietnam
- Vietnam Airlines

 Yemen
- Yemen Airways

### Operadores militares
Afganistán
- Fuerza Aérea Afgana (Cinco fueron entregados en 1968)

 India
 Corea del Norte
 Polonia
 Unión Soviética
- Fuerza Aérea Soviética
- Aviación Naval Soviética

## Especificaciones (Il-18D)

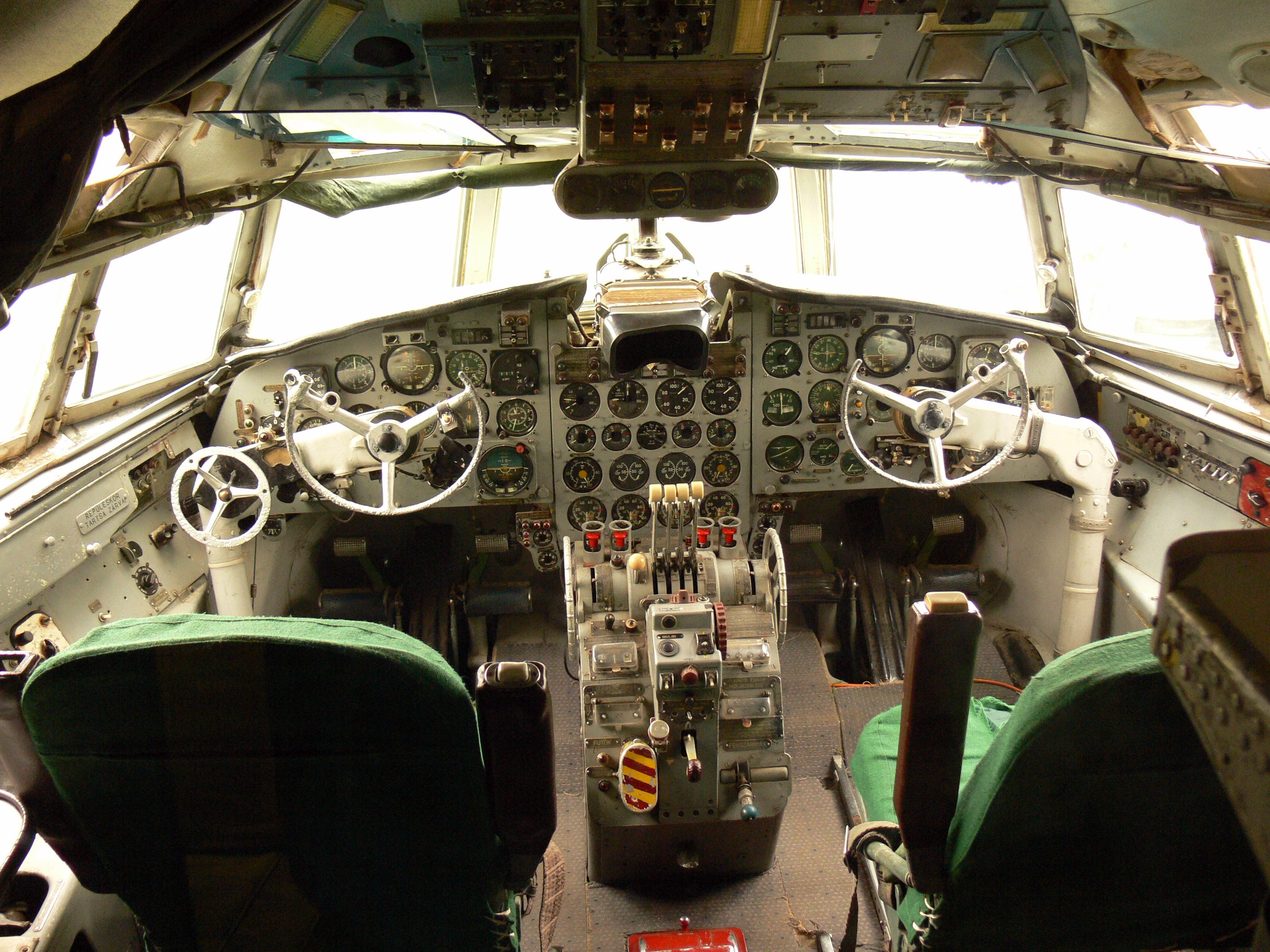
Cabina de mando de un Il-18 expuesto en el Ferihegy Aviation Memorial Park (Budapest, Hungría).

### Características generales
- Tripulación: 6-7 (piloto, copiloto, ingeniero de vuelo, navegante y 2 o 3 asistentes de cabina)
- Capacidad: 65-120 pasajeros
- Longitud: 37,40 m
- Diámetro rotor principal: 3,5 m
- Envergadura: 37,90 m
- Altura: 10,17 m
- Superficie alar: 140 m²
- Peso vacío: 35 000 kg
- Peso máximo al despegue: 64 000 kg
- Planta motriz: 4× Turbohélice Ivchenko AI-20 M.
  - Potencia: 4250 CV 3169 kW cada uno.
- Hélices: 1× AW-68 I por motor.
- Diámetro de la hélice: 4,5 m

### Rendimiento
- Velocidad máxima operativa (Vno): 675 km/h Mach 0,65-0,68 dependiendo de la altitud)
- Velocidad crucero (Vc): 650 km/h Mach 0,59-0,66 dependiendo de la altitud)
- Alcance: 6500 km
- Techo de vuelo: 10 000 m
- Régimen de ascenso: 5,5 m/s

### Desarrollos relacionados
- Ilyushin Il-38

### Aeronaves similares
- Lockheed P-3 Orion
- Lockheed L-188 Electra
- Bristol Britannia
- Vickers Viscount
- Tupolev Tu-114

### Listas relacionadas
- Aviones de pasajeros de Ilyushin: Il-12 · Il-14 · Il-18 (1947) · Il-18 · Il-62 · Il-86 · Il-96 · Il-114